# Hierarquia militar da Argentina
A Hierarquia militar da Argentina são as bases da organização das Forças Armadas da Argentina.

## Classificação

### Oficiais
| Exército           | Armada              | Força Aérea        |
| ------------------ | ------------------- | ------------------ |
| Tenente-General    | Almirante           | Brigadeiro-General |
| General de Divisão | Vice-Almirante      | Major-Brigadeiro   |
| General de Brigada | Contra-Almirante    | Brigadeiro         |
| Major-Coronel      | Comodoro-da-Marinha | Major-Comodoro     |
| Coronel            | Capitão-de-Navio    | Comodoro           |
| Tenente-Coronel    | Capitão-de-Fragata  | Vice-Comodoro      |
| Major              | Capitão-de-Corveta  | Major              |
| Capitão            | Tenente-de-Navio    | Capitão            |
| Primeiro-Tenente   | Tenente-de-Fragata  | Primeiro-Tenente   |
| Tenente            | Tenente-de-Corveta  | Tenente            |
| Subtenente         | Guarda-Marinha      | Alferes            |

### Sargentos e Praças
| Exército                                            | Armada               | Força Aérea          |
| --------------------------------------------------- | -------------------- | -------------------- |
| Suboficial Maior                                    | Suboficial Maior     | Suboficial Maior     |
| Suboficial Principal                                | Suboficial Principal | Suboficial Principal |
| Sargento-Ajudante                                   | Primeiro-Suboficial  | Suboficial-Ajudante  |
| Primeiro-Sargento                                   | Segundo-Suboficial   | Suboficial-Auxiliar  |
| Sargento                                            | Cabo Principal       | Cabo Principal       |
| Cabo Primeiro                                       | Cabo Primeiro        | Cabo Primeiro        |
| Cabo                                                | Cabo Segundo         | Cabo                 |
| Primeiro-Voluntário                                 | Primeiro-Marinheiro  | Primeiro-Voluntário  |
| Segundo-Voluntário Segundo-Voluntário (em Comissão) | Segundo-Marinheiro   | Segundo-Voluntário   |